# Нарушение патентных прав
Нарушение патентных прав –  несанкционированное использование запатентованного продукта, в том числе, изготовление и/или продажа. Если предметом патента является процесс, нарушение включает в себя действие по использованию, предложению о продаже, продаже или импорту для этих целей, продукта, полученного запатентованным процессом. Другими словами, нарушение патентных прав – это совершение запрещённого действия в отношении запатентованного изобретения без разрешения патентообладателя. Разрешение обычно предоставляется в форме лицензии. Определение нарушения патентных прав может различаться в зависимости от юрисдикции.
Патенты территориальны, и нарушение прав возможно только в стране, где патент действует. Например, если патент выдан в США, то любому лицу в США запрещено производить, использовать, продавать или импортировать запатентованный объект, в то время как граждане других стран могут свободно использовать запатентованное изобретение в своей стране. Объём охраны может различаться в зависимости от страны, поскольку патент рассматривается (а в некоторых странах не рассматривается по существу) патентным ведомством каждой страны или региона и может регулироваться различными требованиями патентоспособности.